# Propulsor vernier

Esquema del funcionamiento de un propulsor vernier pivotante

Un propulsor vernier es un motor cohete que sirve para el control vectorial del empuje de los misiles y las naves espaciales, lo que posibilita modificar su trayectoria de vuelo. Son motores de menor impulso que los motores principales y se utiliza para ajustar con precisión la trayectoria o la velocidad de la nave espacial. Su nombre hace honor al matemático Pierre Vernier (1580-1637) inventor del nonio, un artefacto para poder leer la longitud y los ángulos con precisión.

## Estructura y función
Existe dos formas de implemetarlos: o motores cohete que pueden pivotar en uno o dos ejes, como en los misiles balísticos soviéticos R-7 y R-13 o norteamericanos Atlas, o una estructura de varios motores cohetes fijos apuntando cada uno en una dirección, como en el módulo de mando y servicio de las misiones Apollo. Los propulsores vernier al contrario que los motores principales operaran sólo cuando se necesita una corrección, no de forma continua (esto minimiza la necesidad de refrigeración). Para simplificar el diseño por lo general se emplean propergoles hipergólicos. Estos se inflaman de forma autógena cuando ambos compuestos (oxidante y combustible) establecen contacto y evita la necesidad de un sistema de encendido. Por el mismo motivo, simplicidad, para transvasar los propergoles también suelen trabajar con un ciclo de tanque presurizado.

## Empleo

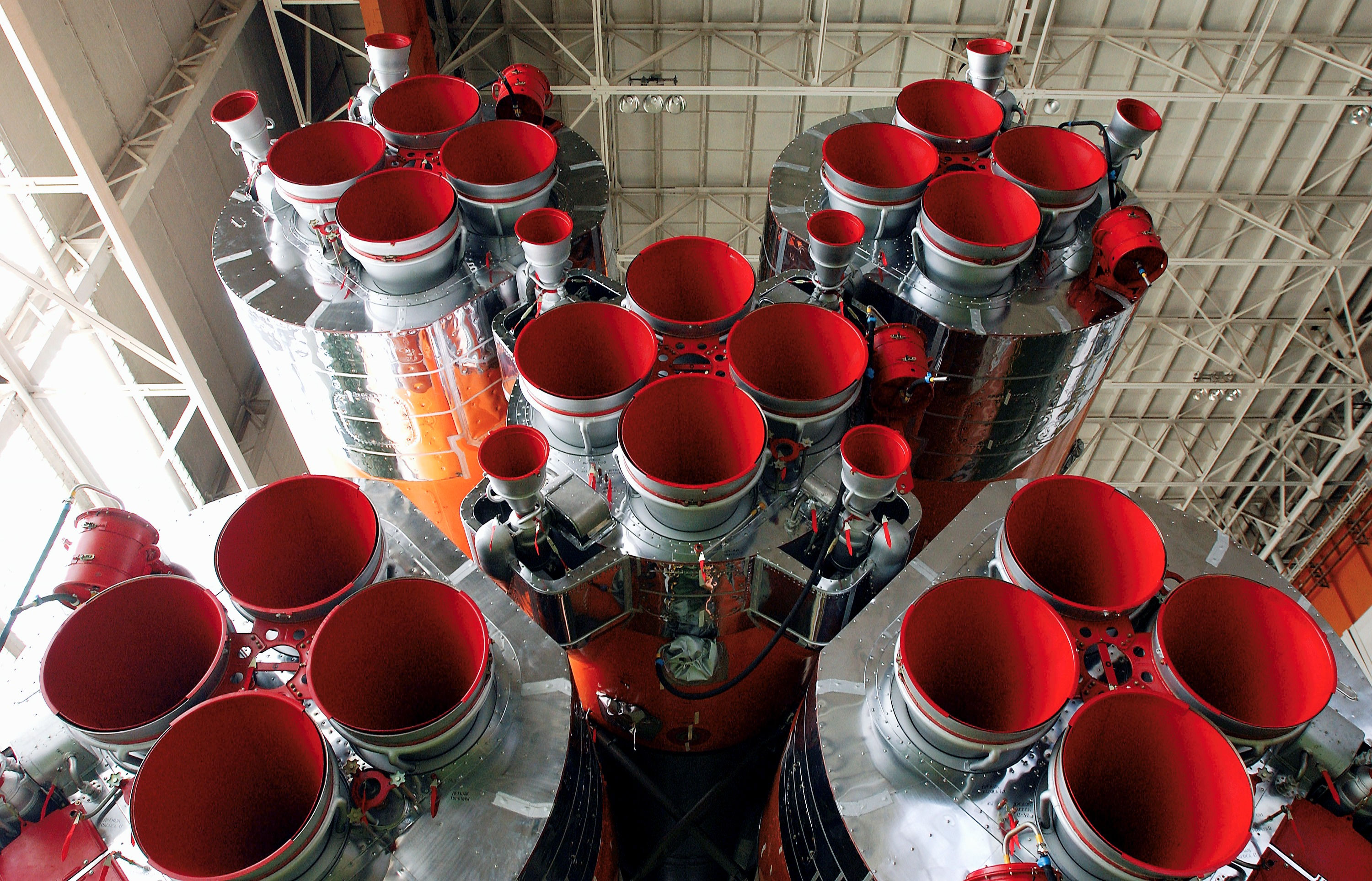
Propulsores vernier en la primera fase de un cohete Soyuz

Los propulsores vernier se utilizan para el control de la nave
. En la actualidad han caído en desuso. En el despegue los cohetes más modernos ( 
Ariane, Delta, Atlas) ya no los utilizan, debido a las mejoras en el sistema de control e hidráulicos. En los diseños de cohetes más antiguos, como la familia Soyuz todavía se emplean. En la imagen de la derecha, se ven las 20 
toberas de gran tamaño de la nave Soyuz. En el exterior hay dos vernier en cada etapa y en la zona central hay 
cuatro motores principales rodeado por cuatro vernier.
Los propulsores vernier se siguen empleando en las maniobras orbitales como las maniobras de acoplamiento con otra nave espacial en las que existe una diferentes niveles de empuje de trayectoria o de velocidad. Los propulsores principales se utilizan en el control de las 
trayectoria para los movimientos grandes y los verniers para pequeños ajustes.

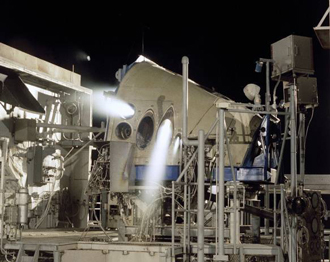
Pruebas de los propulsores vernier de un transbordador espacial

El sistema de control del transbordador espacial está formado por seis propulsores vernier.  Durante la misión STS-130 el comandante Zamka y el piloto Terry Virts utilizaron los propulsores vernier del transbordador espacial Endeavour para reimpulsar la Estación Espacial Internacional a su altitud correcta.

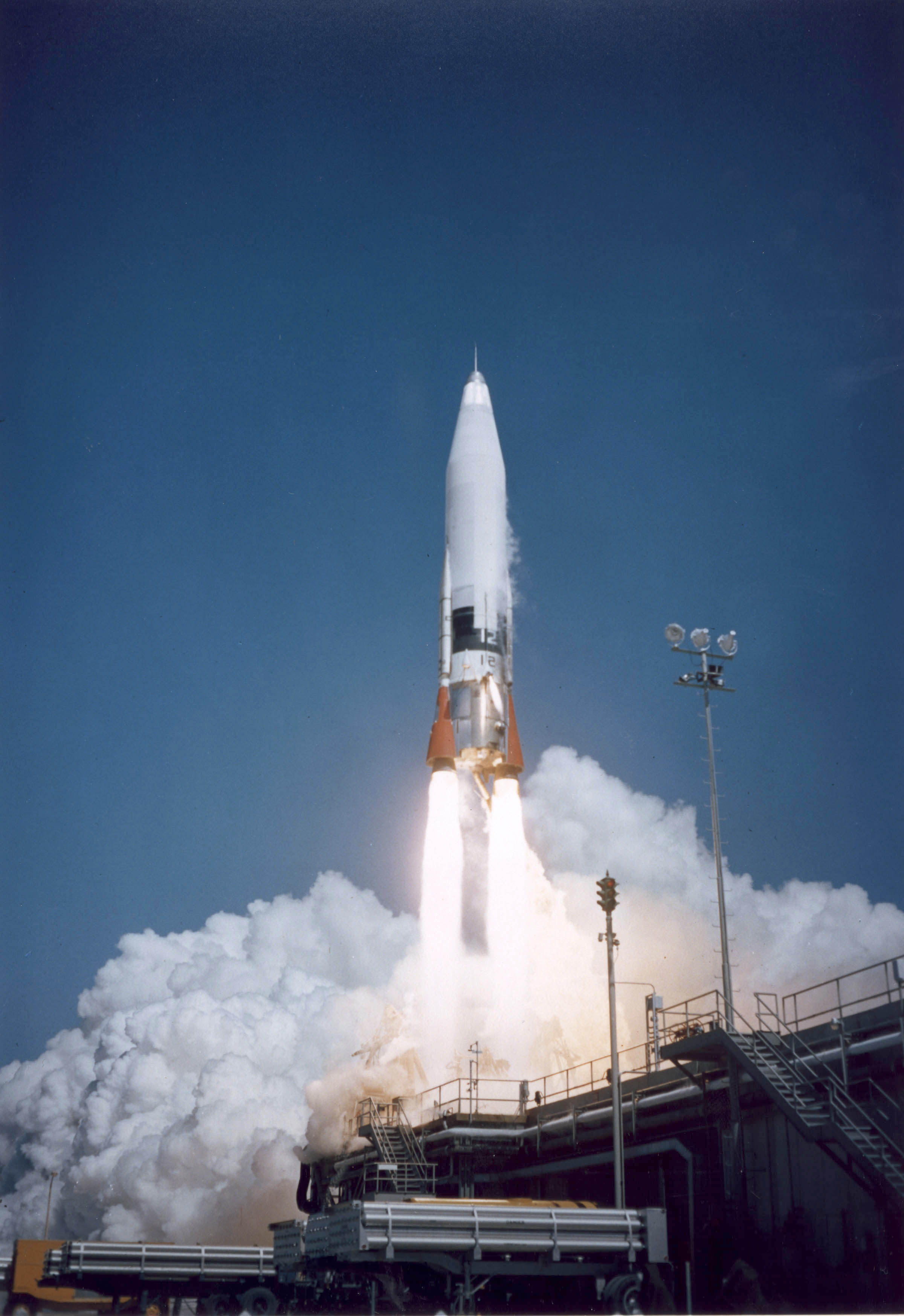
Despegue de un cohete Atlas. En el lateral se observa un propulsor verier en funcionamiento.

## Ventajas e inconvenientes
Los vernier se emplearon ampliamente en los primeros años de los cohetes. El motivo era la falta de madurez de los actuadores  servo-hidráulicos, utilizados principalmente para el control vectorial del empuje. Al emplearse vernier los motores principales podrían están montados de forma fija. Esto supuso no tener que emplear tubos flexibles para el suministro de combustible y monturas cardán para el motor principal. Como sólo los vernier, relativamente pequeños, debía ser orientados se podía emplear actuadores más pequeños. Debido a las pequeñas masas y fuerzas el diseño, y la implementación, de control resultaba más sencillo.
En los cohetes modernos para el control vectorial de empuje de los motores principales se emplean otros métodos. Los cohetes de combustible líquido generalmente se instalan sobre una o varias monturas cardán. A través de actuadores hidráulicos (para motores de gran tamaño) o eléctricos (para motores pequeños o en las etapas más altas) los motores principales pivotan (por ejemplo, del transbordador espacial: 10,5° en el eje transversal , 8.5° en el de guiñada). En los cohetes de combustible sólido se suelen emplear toberas orientables. Otro método empleado es la inyección de líquido en la tobera. Estos métodos permiten prescindir de los vernier, lo que simplifica el sistema y aumenta su 
fiabilidad.

### Citas
1. ↑  «ATLAS F MISSILE SCHOOL DRAWINGS pag 3» (en inglés). The Housing Group, Inc. Consultado el 17 de noviembre de 2011.
2. ↑  «Rocket Control» (en inglés). NASA. Archivado desde el original el 13 de enero de 2015. Consultado el 3 de octubre de 2011.
3. ↑  «Reaction Controal Systems» (en inglés). NASA Kennedy Spaceflight Center. unknown. Archivado desde el original el 24 de mayo de 2009. Consultado el 3 de octubre de 2011. «The flight crew can select primary or vernier RCS thrusters for attitude control in orbit. Normally, the vernier thrusters are selected for on-orbit attitude hold. ... 
The forward RCS has 14 primary and two vernier engines. The aft RCS has 12 primary and two vernier engines in each pod. The primary RCS engines provide 870 pounds of vacuum thrust each, and the vernier RCS engines provide 24 pounds of vacuum thrust each. The oxidizer-to-fuel ratio for each engine is 1.6-to-1. The nominal chamber pressure of the primary engines is 152 psia. For each vernier engine, it is 110 psia.».
4. ↑  Turner, Martin J. L. (2006). Rocket and spacecraft propultion (en inglés) (segunda edición). Springer. pp. 68-69. ISBN 3-540-22190-5.
5. ↑  «MPS Thrust Vector Control» (en inglés). NASA. 31 de agosto de 2000. Archivado desde el original el 23 de enero de 2012. Consultado el 27 de marzo de 2010. Del NSTS 
Shuttle Reference Manual